# 岩崎町 (日進市)
岩崎町（いわさきちょう）は、愛知県日進市の町名。30の小字が存在する。

## 地理
日進市北部に位置し、岩藤町・梅森町・北新町・野方町・藤島町・本郷町・岩崎台・香久山・竹の山および長久手市山野田と接する。

### 河川
- 岩崎川[1]
- 北新田川
- 菊水川
- 竹田川
- 高上川

### 池沼
- アラ田池

灌漑用の池。縦が82間、横が53間、面積が6千坪。
- 新池

灌漑用の池。縦が158間、横が120間、面積が1万6千110坪。

### 山岳
- 御岳山[WEB 5]

### 字一覧
- 現行字についての五十音順で配列している。読みはYahoo!地図による[WEB 6]。明治15年当時の字は『愛知県地名収攬』262頁（岩崎村）による。

| 現行字                     | 明治15年当時               |
| -------------------------- | -------------------------- |
| 畔道（あぜみち）           | 畦道（あぜみち）           |
| 阿良池（あらいけ）         | 荒池（あらいけ）           |
| 新ラ田（あらた）           | 阿良田（あらた）           |
| 石兼（いしがね）           | 石兼（いしかね）           |
| 市場（いちば）             | 市場（いちは）             |
| 岩根（いわね）             |                            |
| 梅ノ木（うめのき）         | 梅之木（むめのき）         |
| 大塚（おおつか）           | 大塚（ををつか）           |
| 大廻間（おおばさま）       | 大廻間（ををはさま）       |
| 兼場（かねば）             | 兼場（かねば）             |
| 北高上（きたこうじょう）   | 北高上（きたこうしやう）   |
| ケカチ（けかち）           | ケカネ                     |
| 小林（こばやし）           | 小林（こはやし）           |
| 芝内（しばうち）           | 芝内（しばうち）           |
| 神明（しんめい）           | 神明（しんめい）           |
| 竹田（たけだ）             | 竹田（たけた）             |
| 竹ノ山（たけのやま）       | 竹之山（たけのやま）       |
| 西田（にしだ）             | 西田（にしだ）             |
| 西ノ平（にしのひら）       | 西野平（にしのひら）       |
| 根裏（ねうら）             | 根裏（ねうら）             |
| 野田（のだ）               | 野田（のた）               |
| 平池（ひらいけ）           | 平池（ひらいけ）           |
| 南口（みなみぐち）         |                            |
| 南高上（みなみこうじょう） | 南高上（みなみこうしやう） |
| 向イ田（むかいだ）         | 向イ田（むかいた）         |
| 元井ゲ（もといげ）         | 元井ケ（もといけ）         |
|                            | 門木（もんき）             |
| 芦廻間（よしはさま）       | 芦廻間（よしはさま）       |
| 四ツ池（よついけ）         | 四ツ池（よついけ）         |
| 六ノ御堂（ろくのみどう）   | 六ノ御堂（ろくのみどう）   |
| 六坊（ろくぼう）           | 六坊（ろくぼう）           |

## 歴史

### 地名の由来
『尾張国地名考』によると、当地にあった岩山の崎に位置したことによる。

### 沿革
- 江戸時代 - 尾張国愛知郡の水野代官所支配の岩崎村として所在[4]。
- 明治3年 - 一部が北新田村として分離独立[5]。
- 明治4年 - 一部が岩藤新田村として分離独立[5]。
- 1889年（明治22年）10月1日 - 町村制施行・合併に伴い、岩崎村大字岩崎となる[5]。
- 1906年（明治39年）5月10日 - 合併に伴い、日進村大字岩崎となる[5]。
- 1958年（昭和33年）1月1日 - 町制施行に伴い、日進町大字岩崎となる[5]。
- 1987年（昭和62年）6月2日 - 一部が竹の山一丁目となる[6]。
- 1993年（平成5年）10月9日 - 一部が香久山となる[7]。
- 1994年（平成6年）10月1日 - 市制施行に伴い、日進市岩崎町に改称[8][9]。
- 1995年（平成7年）5月27日 - 一部が岩崎台となる[10]。
- 2012年（平成24年）10月6日 - 一部が竹の山二丁目から五丁目となり、一部を竹の山一丁目へ編入[11]。

## 世帯数と人口
2019年（令和元年）7月1日現在の世帯数と人口は以下の通りである。
| 町丁   | 世帯数    | 人口    |
| ------ | --------- | ------- |
| 岩崎町 | 3,865世帯 | 9,668人 |

### 人口の変遷
国勢調査による人口の推移
| 1995年（平成7年）  | 8,940人  | [ WEB 7 ]  |  |
| 2000年（平成12年） | 8,904人  | [ WEB 8 ]  |  |
| 2005年（平成17年） | 10,513人 | [ WEB 9 ]  |  |
| 2010年（平成22年） | 12,615人 | [ WEB 10 ] |  |
| 2015年（平成27年） | 13,514人 | [ WEB 11 ] |  |

## 学区
市立小・中学校に通う場合、学区は以下の通りとなる。また、公立高等学校に通う場合の学区は以下の通りとなる。
| 字・番地等                                     | 小学校               | 中学校               | 高等学校 |
| ---------------------------------------------- | -------------------- | -------------------- | -------- |
| 南高上全域および北高上の一部                   | 日進市立西小学校     | 日進市立日進西中学校 | 尾張学区 |
| 平池・阿良池の各一部                           | 日進市立相野山小学校 | 日進市立日進東中学校 | 尾張学区 |
| 芦廻間の一部                                   | 日進市立香久山小学校 | 日進市立日進北中学校 | 尾張学区 |
| 野田全域および石兼・芦廻間・根裏・岩根の各一部 | 日進市立竹の山小学校 | 日進市立日進北中学校 | 尾張学区 |
| その他                                         | 日進市立北小学校     | 日進市立日進中学校   | 尾張学区 |

## 施設
- 岩崎城[4]・岩崎城歴史記念館（岩崎城址公園）

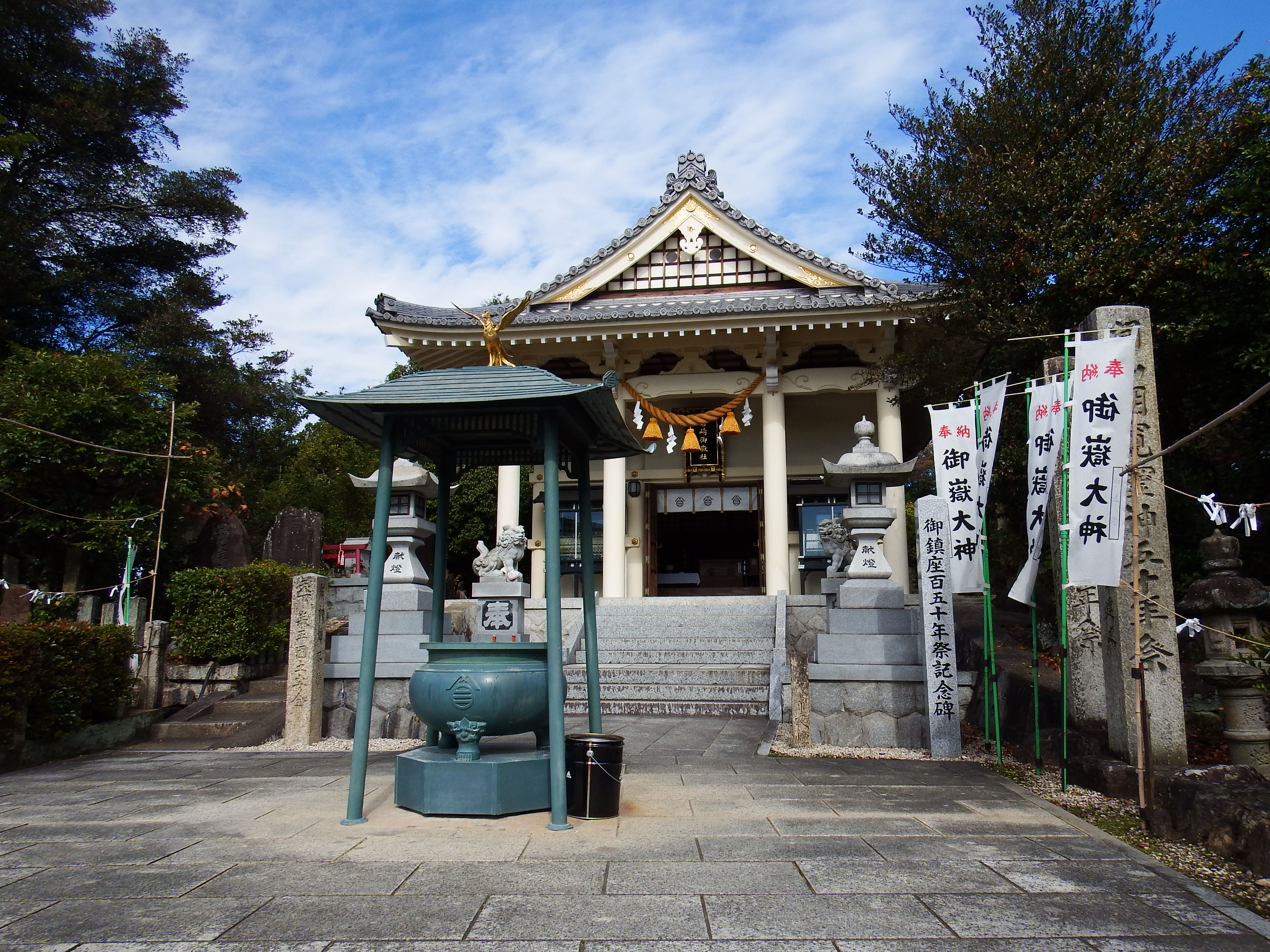
岩崎御嶽社

- 愛知学院大学日進キャンパス
- 名古屋外国語大学・名古屋学芸大学
- 日進市立北小学校
- 日進市立日進中学校青葉分校
- 日進ベタニヤ幼稚園
- 日進市立新ラ田保育園
- 日進市保健センター
- 北部福祉会館
- 日進市ふれあい工房
- 岩崎公民館
- 愛知警察署岩崎交番
- 平成展望台
- ジェイテクトギヤシステム日進工場
- 日進岩崎郵便局
- JAあいち尾東岩崎支店
- 瀬戸信用金庫日進支店
- 日進ゴルフエトワス
- バロー日進岩崎店
- 岩崎御嶽社[WEB 5]
- 神明神社
- 妙仙寺[WEB 5]
- 慈眼寺
- 宝林寺
- 大応寺
- 清重寺
- 芳浄苑霊園
- 北高上緑地

- 岩崎御嶽社

## 交通
- 愛知県道57号瀬戸大府東海線
- 愛知県道217号岩藤名古屋線
- 愛知県道221号岩崎名古屋線

鉄道駅からは離れている。町内から鉄道駅へは名鉄バスが星ヶ丘駅、長久手古戦場駅、赤池駅へ通じている。

## その他

### 日本郵便
- 郵便番号 : 470-0131[WEB 3]（集配局：日進郵便局[WEB 14]）。